# خانم سوئیسی
خانم سوئیسی (به انگلیسی: Swiss Miss) نام فیلمی کمدی به کارگردانی جان جی. بلایستون و با شرکت استن لورل و اولیور هاردی. مدت فیلم ۶۰ دقیقه و محصول ۱۹۳۸ آمریکا و به تهیه‌کنندگی هال روچ می‌باشد. از دیگر بازیگران این فیلم می‌توان دلا لیند، ویرا وایت، جک هیل و والتر ولف کینگ را نام برد.

## گزیدهٔ بازیگران
- استن لورل
- اولیور هاردی
- والتر ولف کینگ
- گرته ناتزلر
- اریک بلور
- چارلز یودلز
- آنیتا گاروین
- ژان دو بریاک
- چارلز گمورا

## داستان فیلم
لورل و هاردی که فروشنده دوره‌گرد تله‌موش هستند، با این استدلال که هر جا پنیر هست، موش هم هست برای فروش تله‌موش به سوئیس می‌روند ولی در آنجا برای پرداخت صورت حساب دچار مشکل می‌شوند و ...